# Hatfield, Hertfordshire

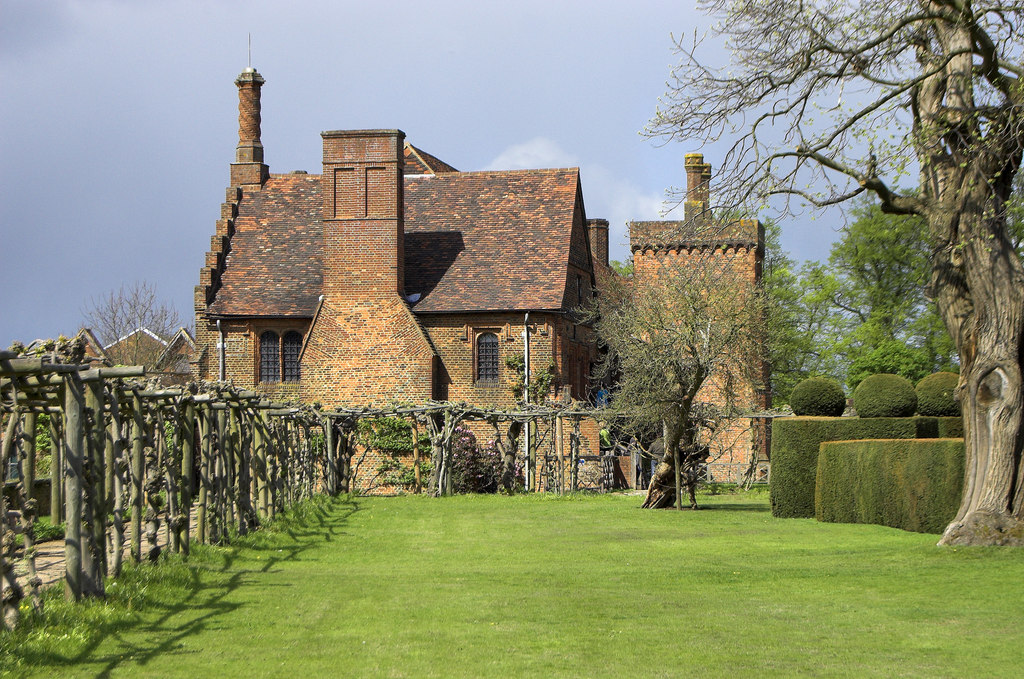
Old Palace vid Hatfield House.

Hatfield är en stad och civil parish i grevskapet Hertfordshire i England. Staden ligger i distriktet Welwyn Hatfield, cirka 29 kilometer norr om centrala London och cirka 8 kilometer öster om St Albans. Tätortsdelen (built-up area sub division) Hatfield hade 37 577 invånare vid folkräkningen år 2011. Hatfield nämndes i Domedagsboken (Domesday Book) år 1086, och kallades då Hetfelle.